# 4276 Clifford
4276 Clifford è un asteroide areosecante. Scoperto nel 1981, presenta un'orbita caratterizzata da un semiasse maggiore pari a 2,0094344 UA e da un'eccentricità di 0,2042915, inclinata di 21,03722° rispetto all'eclittica.